# Hospital Son Dureta
|  | Si cerqueu altres usos, vegeu Son Dureta. |

L'Hospital Universitari Son Dureta, era un centre mèdic, universitari i públic pertanyent a l'ib-salut. Estava situat en el districte Ponent de Palma, concretament al barri homònim. Actualment tots els seus Serveis s'han traslladat ja al nou Hospital Universitari Son Espases.

## Història
A principis de la dècada del 1950 es proposa la construcció d'un hospital a l'illa de Mallorca. L'encarregat de dur a terme tal projecte va ser l'arquitecte Martín José Marcide Odriozola, i el va triar com a emplaçament l'antiga finca de Son Dureta. La construcció del centre mèdic va començar el mes de Maig de 1949 i el 16 de novembre de 1955 va ser inaugurat sota el nom de Residència Sanitària Verge de Lluc. En aquella època l'hospital comptava amb 300 llits i 150 treballadors, dels quals 60 eren infermeres (13 d'elles eren monges de l'orde de Sant Vicenç de Paul que vivien a Son Dureta) Tan sols hi havia dos metges residents, la resta tan sols acudia al centre quan havien d'operar i cobraven per acte mèdic.
El 1960 es crea l'Escola d'Infermeria Verge de Lluc, però no seria fins a l'any 1976
quan l'hospital obté l'acreditació docent per a la formació interna de postgraus. Des de llavors s'han format a l'hospital més de 2000 infermeres i 803 metges interns residents (MIR). En 1977 es du  a terme una ampliació del centre amb la construcció del pavelló B (maternitat) i del pavelló K (consultes externes).
La gestió de l'hospital va canviar completament en 1986. Fins llavors el centre era gestionat per un director, un administrador i un cap d'infermeria. Aquest any es va nomenar un director gerent del qual depenien els departaments mèdics, d'infermeria, de gestió i serveis generals. Era un canvi organitzatiu que s'estava duent a terme en molts hospitals d'Espanya per aquella època.
A partir d'aquell moment es crea la Direcció Gerència. Els gerents de Son Dureta, fins al seu tancament, han estat: José Mª Abad, Josep Esteban, Manuel Serrano, Mateu Huguet, Antoni Obrador, Sergio Bertrán, Maria Ibars. Luís Carretero, Carles Ricci, Joan Serra y Luís Carretero.
L'hospital seguia portant el nom de Virgen de Lluc. Va ser en 1987 quan, definitivament, l'hospital es rebateja com a Son Dureta.
Malgrat diverses polèmiques, el 2007 es van iniciar les obres de construcció del que seria nou hospital de referència de les Illes Balears i que vindria a substituir a l'Hospital Son Dureta. Malgrat diverses paralitzacions en les obres, degudes a la troballa de restes arqueològiques a la parcel·la del Secar de la Real on es construïa l'hospital i per una decisió del Govern per tal de valorar la continuïtat, el nou Hospital Universitari Son Espases va ser lliurat a l'administració autonòmica el 10 d'octubre del 2010.
L'activitat assistencial ambulatòria es va iniciar al novembre de 2010, realitzant-se el trasllat dels últims pacients de Son Dureta entre el 19 i el 22 de desembre de 2010. Al llarg de 2011, l'hospital anirà incrementant la seva activitat progressivament fins a aconseguir ple rendiment de les seves instal·lacions.
Dels últims serveis a traslladar-se al nou Hospital de Son Espases van ser el Servei de Medicina nuclear, que es va traslladar al maig de 2011 i el Servei de Radioteràpia traslladat al novembre del mateix any.

## Àrea d'Influència
L'àrea d'influència de l'hospital, dins de l'ordenament territorial de la sanitat pública a les Illes Balears, comprenia als pacients dels centres de salut de la localitat de Palma (excepte els del districte de Llevant,que queden englobats per l'àrea d'influència de Son Llàtzer) i algunes localitats pròximes a la ciutat: Andratx, Calvià, Esporles, Puigpunyent, Valldemossa, Sóller, etc. A més, en ser l'hospital de referència de l'illa, en ell es realitzaven complexes operacions que no es realitzen en altres centres mèdics de la comunitat.